# 吉泰
吉泰（法語：Guitté，法語發音：[gite]）是法国阿摩尔滨海省的一个市镇，位于该省东部，属于迪南区。

## 地理
吉泰（48°17'47"N, 2°5'40"W）面积14.53 平方千米，位于法国布列塔尼大區阿摩尔滨海省，该省份为法国西北部沿海省份，位于布列塔尼半岛北部，北濒大西洋英吉利海峡，西接菲尼斯泰尔省，南至莫尔比昂省，东临伊勒-维莱讷省。
与吉泰接壤的市镇（或旧市镇、城区）包括：科讷、拉沙佩勒布朗什、冈罗克、普卢阿讷、梅德雷阿克。

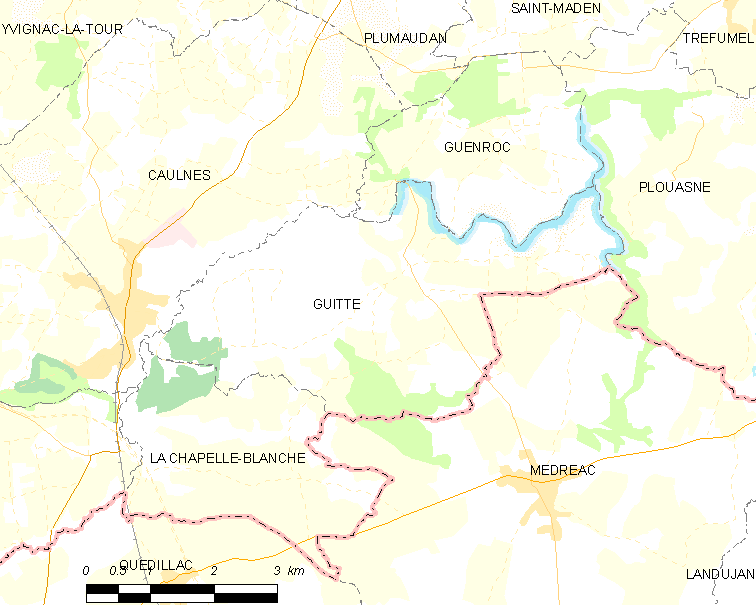
吉泰的OSM定位图

吉泰的时区为UTC+01:00、UTC+02:00（夏令时）。

## 行政
吉泰的邮政编码为22350，INSEE市镇编码为22071。

## 政治
吉泰所属的省级选区为布龙县。

## 人口

1962-2008年间吉泰人口变化图示

吉泰于2022年1月1日时的人口数量为711人。